# Тройунция
Тройунция или тройска унция (на английски: troy ounce) е единица за тегло, използвана при скъпоценни метали (злато, сребро, платина) и техни сплави. Една тройунция е равна на 31,1034768 грама.
Името на тази единица произлиза от град Троа (Troyes) във Франция, който през Средните векове е бил важен търговски център.
Международното означение на една тройунция злато е XAU, сребро – XAG, платина – XPT и паладий – XPD.